# Riggen Gröndal

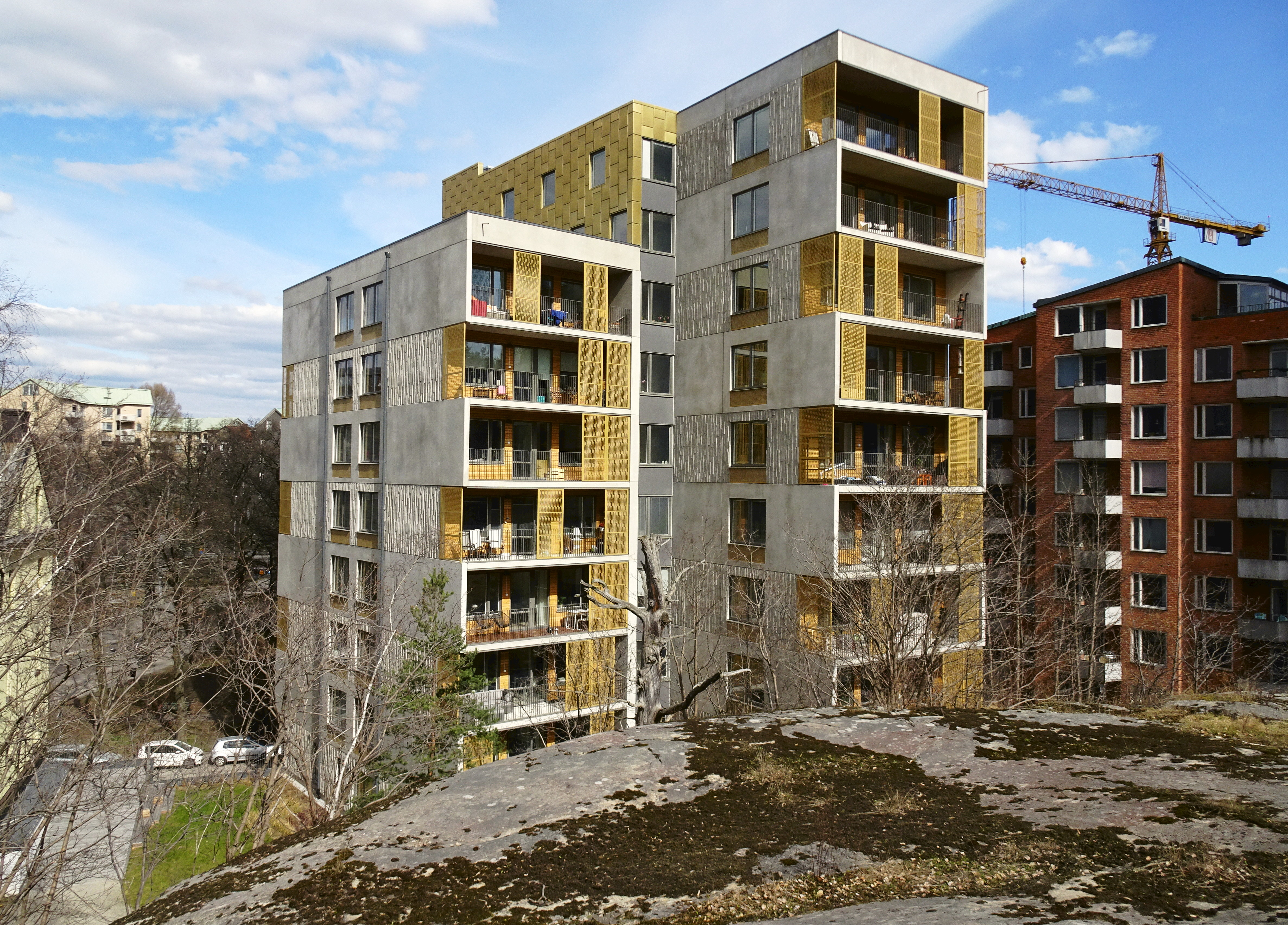
Riggen i april 2016, i bakgrunden syns Backström & Reinius bostadshus från 1959.

Riggen är ett bostadshus i kvarteret Barlasten vid Fågelsångsvägen 13 i stadsdelen Gröndal i södra Stockholm. Huset uppfördes åren 2013 till 2015 efter ritningar av Arkitekterna Krook & Tjäder. Inflyttningen började hösten och vintern 2015. Byggnaden nominerades till arkitekturtävlingen Årets Stockholmsbyggnad 2016.

## Bakgrund
Riggen uppfördes i fastigheten Barlasten 5, som var tidigare bebyggd av ett lågt kontorshus med garage, som ritades 1957–1959 av Backström & Reinius för LM Ericsson. I öster (i kvarteret Mastkorgen) kvarstår ett bostadshus i rött tegel från samma tid och ritat av samma arkitekt. I väster står ett ljusputsat bostadshus från 1906 som också bevaras. För området upprättades en ny detaljplan som vann laga kraft i november 2011 och som utarbetades av Stockholms stadsbyggnadskontor, fastighetsägaren Wallenstam och arkitekten Krook & Tjäder.

## Byggnad

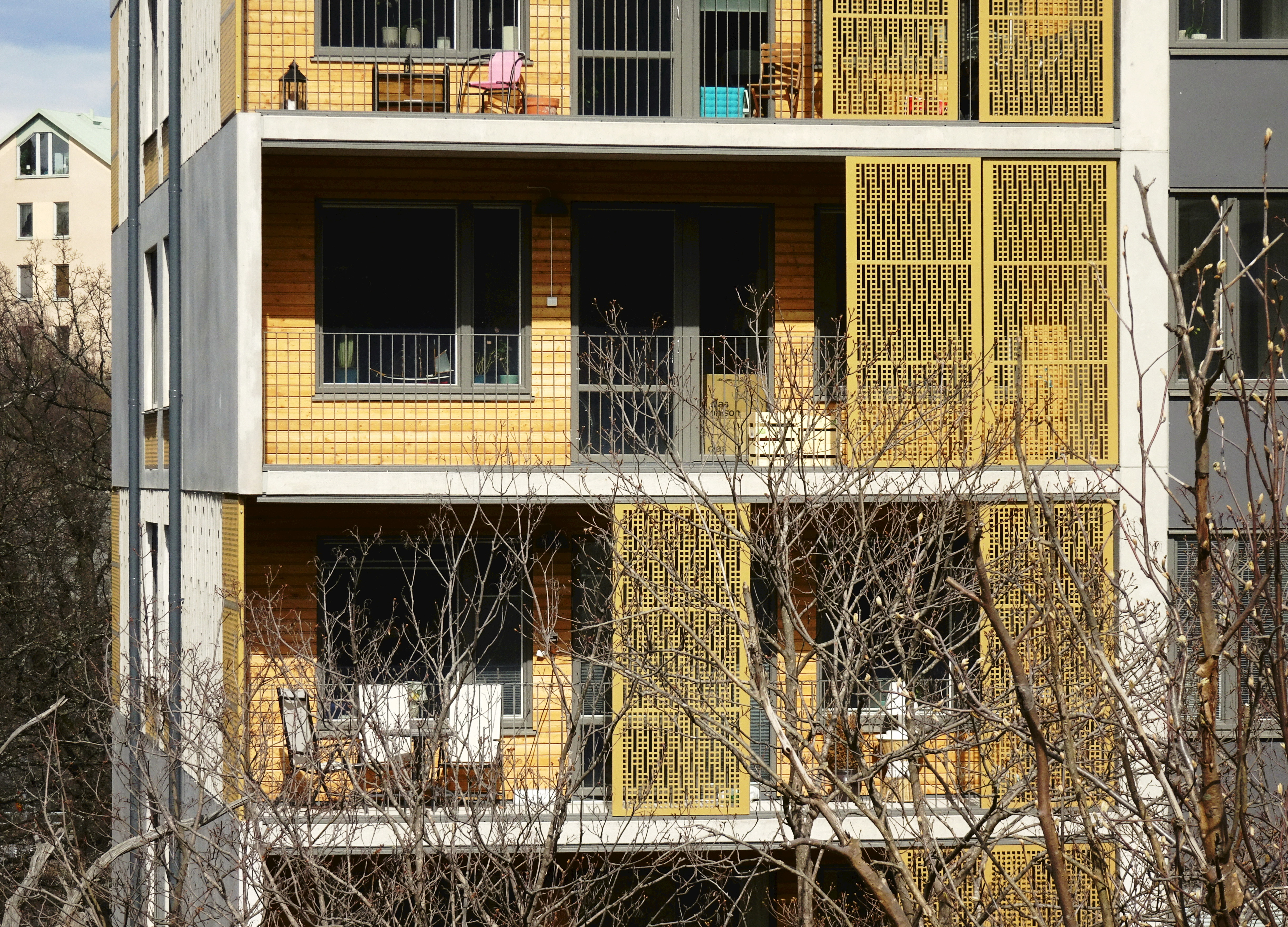
Indragna balkonger.

Riggen utformades som ett punkthus med två separata, något vinkelställda huskroppar som sammankopplas av ett glasat trapphus. Det östra punkthuset har tio våningar medan det västra är något lägre och anpassar sig till bebyggelsen från 1906. Totalt innehåller Riggen 42 bostadsrätter med 9 ettor, 23 tvåor och 10 fyror. Fasaderna består av omväxlande mönstrade och släta betongelement. På kortsidorna  anordnades indragna balkonger med räcken i plattstål och balkongskärmar av pulverlackerad perforerad stålplåt. I Riggens soprum har graffitikonstnären Carolina Falkholt, alias Blue, skapat konstverket sKRäp, som står för att det är lönsamt att jobba med hållbarhet.
Byggnaden nominerades som en av tio finalister till arkitekturtävlingen Årets Stockholmsbyggnad 2016. Juryns kommentar: ”Betongelement som på ett ovanligt lyckat vis skapar ett samtida uttryck. Ett hus med ganska tuff attityd, men som tack vare känsligt bearbetade husvolymer landar på ett bra sätt i en närmast småputtrig miljö. Riggen sticker med sina funktionsgivande dekorationer upp över trädtopparna med ett tydligt budskap till betraktaren: ’Här vill jag bo’”.